# El Tepetatillo Rancho
El Tepetatillo Rancho är en ort i Mexiko.   Den ligger i kommunen Asientos och delstaten Aguascalientes, i den centrala delen av landet, 400 km nordväst om huvudstaden Mexico City. El Tepetatillo Rancho ligger 2 025 meter över havet och antalet invånare är 132.
Terrängen runt El Tepetatillo Rancho är huvudsakligen platt, men norrut är den kuperad. Runt El Tepetatillo Rancho är det ganska tätbefolkat, med 139 invånare per kvadratkilometer. Närmaste större samhälle är Pabellón de Arteaga, 11,6 km nordväst om El Tepetatillo Rancho. Omgivningarna runt El Tepetatillo Rancho är i huvudsak ett öppet busklandskap.